# Phaonia microthelis
Phaonia microthelis este o specie de muște din genul Phaonia, familia Muscidae, descrisă de Fang, Fan și Feng în anul 1991.
Este endemică în Sichuan. Conform Catalogue of Life specia Phaonia microthelis nu are subspecii cunoscute.